# Одинцов, Михаил Петрович

Довоенная фотография

Михаи́л Петро́вич Одинцо́в (18 ноября 1921 года — 12 декабря 2011 года) — советский военный лётчик бомбардировочной и штурмовой авиации, военачальник, Заслуженный военный лётчик СССР, генерал-полковник авиации, дважды Герой Советского Союза, участник Великой Отечественной войны, советский писатель.

## Биография
Родился 18 ноября 1921 года в селе Полозово Сарапульского уезда Вятской губернии (ныне Большесосновского района Пермского края) в крестьянской семье Пикулевых. Русский. Его отец Пётр Фёдорович служил в следственных органах ОГПУ и НКВД, мать работала лаборантом.
Из Полозова семья сбежала в 1926 году спасаясь от раскулачивания. С 1926 по 1937 проживал с отцом в селе Черновском (Пермская губерния), городах Барнаул, Ижевск, Воткинск. В 1929 году пошёл в первый класс школы в Барнауле. Увлекался музыкой, руководил школьным оркестром в Воткинске. В 1935 году переехал к матери в Свердловск. В 1937 году окончил семь классов школы № 36 города Свердловска и поступил в Свердловский строительный техникум, который вынужден был оставить после первого курса из-за отсутствия средств (15-летнему, живущему с матерью, стипендия не полагалась). В 16 лет поступил на Свердловский завод «Уралобувь», где освоил 6 типов станков, в 16 лет стал знатным рабочим. Одновременно занимался в городском аэроклубе, который окончил в 1938 году с отличием.
Учитывая исключительные лётные навыки и неоднократные личные просьбы, в неполные 17 лет был призван на военную службу в 1938 году и дал воинскую присягу, был принят в Пермскую военную школу пилотов. Окончив курс через год, отказался от места инструктора, ускоренно был выпущен и направлен в Энгельсскую военную школу лётчиков. В мае 1940 года окончил училище в звании младшего лейтенанта. Был назначен в 62-й авиационный разведывательный полк, оснащённый самолётами СБ.
С октября 1940 года — лётчик, командир лётного экипажа в 226-м ближнем бомбардировочном полку, оснащенном самолётами Су-2.
На фронтах Великой Отечественной войны с июня 1941 года. Первый боевой вылет произвёл 23 июня 1941 года. В одном из боёв Су-2 Михаила Одинцова получил повреждения. Михаил Одинцов и штурман Червинский были ранены, при вынужденной посадке оба получили тяжёлые травмы. После семи месяцев в госпитале, получив заключение военно-медицинской комиссии о негодности к лётной и временной негодности к строевой службе вообще, самовольно явился в свой полк, и более года летал, бинтуя руку. Освоил самолёт Ил-2, на котором воевал до Победы.
Был одним из первых лётчиков, установивший в перегрузку дополнительную бронезащиту для воздушного стрелка. Воздушный стрелок сержант Дмитрий Никонов был в экипаже Михаила Одинцова более 3 лет, не был ранен, награждён орденом Красной Звезды, орденом Славы III степени и многими медалями, что было редкостью для воздушных стрелков Ил-2; в воздушных боях Дмитрий Никонов сбил 7 истребителей и 1 бомбардировщик, что является лучшим показателем среди воздушных стрелков штурмовой авиации.
Воевал на Юго-Западном, Брянском, Степном, Сталинградском, Воронежском, Калининском и 2-м Украинском фронтах.
Член ВКП(б)/КПСС с 1943 года.
Будучи командиром эскадрильи 820-го штурмового авиационного полка в звании старшего лейтенанта к сентябрю 1943 года совершил 96 успешных боевых вылетов, нанеся противнику значительный урон в живой силе и технике. Его действия всегда отличали храбрость, высокое пилотажное и тактическое мастерство. Так, в одном из вылетов в 1942 году прикрыл своим самолётом от атаки истребителя самолёт командира полка, и в последовавшем воздушном бою сбил два истребителя Messerschmitt Bf.109.
В представлениях на награждения Одинцова М. П. неоднократно указывалось, что он «является мастером вождения больших групп самолётов».
За время войны сбил в воздушных боях 14 самолётов противника, что является наивысшим достижением среди лётчиков-штурмовиков. К концу войны совершил 215 боевых вылетов, завершил войну в звании гвардии майора.
Командир 155-го гвардейского штурмового авиаполка Герой Советского Союза гвардии подполковник Григорий Чернецов в рапорте от 08.06.1945 года дал следующую характеристику боевого пути Одинцова:

«За период участия в Отечественной войне тов. Одинцов совершил 215 боевых вылетов, из них на самолёте Су-2-13, на Ил-2-202.
Участвуя в боях с врагом на Юго-Западном фронте с 22.06.41 г. по 31.07.41 г., тов. Одинцов на самолёте Су-2 произвёл 8 боевых вылетов. Принял неравный бой с истребителями противника, был тяжело ранен, но, несмотря на большую потерю крови, изнемогая от боли, мужественно довел свой самолёт до аэродрома и благополучно произвёл посадку.
Вернувшись в строй воздушных бойцов, тов. Одинцов снова, участвуя в боях с врагом на Юго-Западном фронте с 15.05.42 г. по 16.07.42 г., совершил 8 успешных боевых вылетов на штурмовку войск и техники противника.
30.05.42 г., участвуя в налёте на Курский аэродром, лично уничтожил на земле 2 самолёта типа Ю-88, подавил огонь 7 точек ЗА и на железнодорожной станции уничтожил 1 паровоз и 6 вагонов.
6.07.42 г. при выполнении боевого задания, защищая своего ведущего командира, вступил в бой с четырьмя Me-109. Как верный сын Родины, проявил мужество и героизм в этом бою, лично сбил два Me-109.
На Калининском фронте в составе 800 ШАП с 16.10.42 г. по 18.03.43 г. тов. Одинцов совершил 44 успешных боевых вылета на самолёте Ил-2.
Штурмовыми действиями на Белыйском, Великолукском и Демянском направлениях лично уничтожил: танков — 6, автомашин с войсками и грузами — 20, подавил огонь 13 батарей ЗА, взорвал склад боеприпасов и истребил 250 гитлеровских солдат и офицеров.
За отличное выполнение боевого задания 3.11.42 г. по разгрому немецких танков, окружавших наши войска в районе г. Белый, в результате чего была создана возможность выхода наших войск из окружения, тов. Одинцов получил благодарность от командующего Калининским фронтом.
С 27.03.43 г. по 27.07.43 г., работая командиром эскадрильи, в составе 800 ШАП на Белгородском направлении Воронежского фронта тов. Одинцов произвел 16 успешных боевых вылетов на уничтожение матчасти, самолётов на аэродромах и штурмовку живой силы и техники наступающего противника.
Произведёнными боевыми вылетами лично уничтожил 4 самолёта на аэродромах, 6 танков, 11 автомашин с грузами и истребил 100 солдат и офицеров противника.
За этот же период эскадрилья под командованием тов. Одинцова произвела 165 боевых самолёто-вылетов, каковыми уничтожено: на аэродромах противника — 13 самолётов, сбито в воздухе — 3 самолёта, уничтожено танков — 15, автомашин с войсками и грузами — 150, взорвано 3 склада с боеприпасами, 2 склада с горючим, подавлен огонь 6 зенитных батарей, уничтожено и повреждено 18 орудий полевой артиллерии и истреблено 750 солдат и офицеров противника…»
За произведённый 31 успешный боевой вылет при форсировании р. Днепр и взятии (освобождении) городов Кировоград, Знаменка, Александрия, за лично уничтоженные 4 танка, 15 автомашин и много другой техники противника награждён третьим орденом Красного Знамени.
Орденом Александра Невского награждён за мужество и отвагу, проявленные при вождении групп штурмовиков 6-8 Ил-2 в направлении Яссы и на Львовском направлении.
23 раза водимые им группы отлично выполняли боевые задания, за что весь состав групп неоднократно получал благодарности от командира корпуса, дивизии и командования наземных войск.
Проявил себя мастером вождения групп штурмовиков, смело выполняющих боевые задания командования.
За отличное применение радиосвязи в 171 боевом вылете, за получение звания мастера воздушной радиосвязи награждён орденом Отечественной войны II степени.
Одинцов, участвуя в операциях по уничтожению группировки в районе Корсунь-Шевченковский, в боях под городами Яссы и Кишинёв, при взятии города Львова, форсировании рек Сан и Вислы, совершил 57 боевых вылетов. 34 раза водил группы штурмовиков, участвуя в боях за город Львов и расширение плацдарма на левом берегу реки Вислы.
31 боевой вылет совершил на штурмовку вражеских войск и техники в период Кросненской операции в боях на Сандомирском направлении, на подступах к городу Бреслау и с 12.01.45 г. в наступательной операции войск 1-го Украинского фронта.
30.05.44 г. группой 9 Ил-2 наносил бомбардировочно-штурмовой удар по танкам и автомашинам противника в районе Чужа Вода, Развул. Выполнению боевого задания препятствовали 6 истребителей противника типа ФВ-190. Несмотря на атаки вражеских истребителей, группа штурмовыми действиями уничтожила 3 танка, 2 бронетранспортёра, создала один очаг пожара, в воздушном бою сбит один ФВ-190.
15.07.44 г. группа 9 Ил-2, ведомая гвардии майором Одинцовым, имела задачу штурмовать и бомбардировать танки, автомашины и живую силу противника в районе населённых пунктов Золочев, Плугув (Львовское направление). Район цели прикрывался сильным огнём зенитных батарей врага. Несмотря на это, добиваясь эффективности выполнения поставленной задачи, тов. Одинцов смело ринулся в атаку. В результате штурмовых действий уничтожено 5 автомашин и создан крупный очаг пожара в местах сосредоточения фашистской техники, сопровождавшийся взрывами.
21.07.44 г. гвардии майор Одинцов вёл 18 Ил-2 на штурмовку танков и живой силы противника в район Подлесье, Белый Камень (Львовское направление). Сколоченность группы, несмотря на плохие метеоусловия, способствовала отличному выполнению задания. Снижаясь до бреющего полёта, группа пулемётно-пушечным огнём уничтожила 15 автомашин с разными грузами и в лесу, восточнее пункта Подлесье, создала крупный очаг пожара.
11.08.44 г. Одинцов ведущим 4 Ил-2 шёл штурмовать и бомбардировать танки и живую силу противника в районе Дроговля, Ксензя-Нива. Враг, стягивая свою живую силу и технику, пытался контратаковать наши части. Тов. Одинцов с честью героя выполнил эту боевую задачу. В результате штурмовых действий 3 танка оказались сожжёнными, разрушено 10 домов и на окраине пункта Дроговля создан сильный взрыв. За отличные боевые действия майор Одинцов и лётчики его группы от заместителя командующего 1-м Украинским фронтом получили благодарность.
С 1.07.44 г. по 27.11.44 г. гвардии майор Одинцов, работая штурманом полка, отлично водил группы штурмовать на самые сложные и ответственные боевые задания. Тов. Одинцов является участником освобождения городов Ёльс, Лигниц Домбровского угольного бассейна и города Бунцлау, участник знаменательных боёв за города Форст, Котбус, Берлин, Потсдам и Дрезден.
Преследуя отходящие в Карпаты войска противника, Одинцов, получив задачу нанести бомбардировочно-штурмовой удар по технике и живой силе противника в опорном пункте Качковце, вылетел в указанный район в качестве ведущего группы штурмовиков в атаку, несмотря на сильный огонь зенитных батарей врага. В результате эффективных штурмовых действий, подтверждённых фотографированием, группой в этом вылете уничтожено 1 танк, 2 автомашины, подавлен огонь 3 орудий полевой артиллерии и взорван склад боеприпасов.
Особенно отличился в проведённой операции войск 1-го Украинского фронта, где, несмотря на плохие метеоусловия, сильное противодействие зенитной артиллерии, тов. Одинцов взламывал оборону противника.
24.01.45 г. ведущим группы 9 Ил-2 Одинцов нанёс бомбардировочно-штурмовой удар в районе станции Бубрек, где прямым попаданием уничтожено 3 железнодорожных вагона, и в городе Беутен повреждён завод.
На подступах к Берлину враг, пытаясь удержаться и отсрочить час своей гибели, оказывал упорное сопротивление продвижению наших войск. Получив задачу, Одинцов 26.04.45 г. повёл группу 18 Ил-2 на штурмовку скоплений техники и живой силы противника в районе населённого пункта Хольбе. Штурмовыми действиями группа в этом вылете сожгла 12 автомашин с грузом и истребила 30 солдат и офицеров.
За умелое вождение групп штурмовиков, за эффективность выполнения боевых заданий, за лично произведённые боевые вылеты имеет ряд благодарностей от наркома обороны Маршала Советского Союза товарища Сталина, от командования наземных войск и авиасоединений…"

Многие боевые эпизоды из своей военной жизни и его однополчан, среди которых 6 Героев Советского Союза, описал в своей книге «Преодоление», изданной в 1987 году, где повествование ведётся от имени лётчика Ивана Сохатого, в котором угадываются все черты самого Одинцова.
За время войны занимал должности лётчика, командира эскадрильи 820-го штурмового авиационного полка 292-й штурмовой авиационной дивизии 1-го штурмового авиационного корпуса 5-й воздушной армии Степного фронта; заместителя командира 155-го гвардейского штурмового авиационного полка 9-й гвардейской штурмовой авиационной дивизии 1-го гвардейского штурмового авиационного корпуса 2-й воздушной армии 1-го Украинского фронта.
На юбилейном параде Победы 9 мая 1995 года нёс Знамя Победы.
После войны продолжал службу в ВВС СССР. В 1948 году поступил в Военно-воздушную академию, перед этим экстерном освоив программу сверх программы 7-летней школы. В конце 1948 году в связи с обострением нефрита был госпитализирован на 4 месяца, признан инвалидом и по заключению военно-медицинской комиссии признан негодным к лётной службе, списан с лётной работы. В связи с этим добился разрешения на перевод на военно-воздушный факультет Военно-политической академии имени В. И. Ленина, которую окончил в 1952 году с отличием. За время учёбы продолжал физические и технические тренировки и в 1950 году вновь признан годным к полётам без ограничений.
В послевоенное время освоил самолёты Пе-2, Ту-2, Ту-4, Ил-28, последний с личным налётом 620 часов, Су-7,Миг-15, Миг-17, Су-17, МиГ-21, МиГ-23, Ту-16, Ту-22, Су-24, вертолёты Ми-2, Ми-4, Ми-8, Ми-24 и другую авиатехнику. В одном из тренировочных полётов в 1974 году серийный истребитель-бомбардировщик генерал-лейтенанта М. П. Одинцова попал в плоский штопор, из которого самолёт вывести не удалось, на высоте 600 метров Одинцов М. П. катапультировался; по записи докладов о мерах по выводу самолёта из штопора и при личном участии М. П. Одинцова в конструкцию самолёта были внесены изменения.
В 1959 году окончил Академию Генерального штаба ВС СССР с отличием. Командовал авиационным полком, дивизией и ВВС Московского военного округа, был одним из первых начальников Центра подготовки космонавтов (в 1963 году), советником ВВС Войска Польского. В 1976—1981 годах — генеральный инспектор ВВС Главной инспекции Министерства обороны СССР, в 1981—1987 годах — помощник представителя главнокомандующего Объединённых вооружённых сил государств-участников Варшавского Договора в Войске Польском.
Избирался депутатом Киевского горсовета депутатов трудящихся, Ростовского облсовета и членом Ростовского обкома КПСС, а также Моссовета. Избирался делегатом XXIV и XXV съездов КПСС.
8 мая 2010 года в присутствии президента России Дмитрия Медведева, президента Белоруссии Александра Лукашенко и президента Украины Виктора Януковича вместе с Героем России Вячеславом Сивко открыл памятный знак в честь городов воинской славы в Александровском саду у Кремлёвской стены.
Женат, жена — Люхтикова Галина Анисимовна, дочь генерал-майора Люхтикова А. С.
Трое детей. Сыновья Дмитрий (в честь воздушного стрелка Никонова) и Сергей (в честь ведомого С. Бабкина), дочь Марианна (в честь матерей Анны и Марии).
Написал несколько книг — «Тогда, в 1942-м…» (1977), «Испытание огнём» (1979), «Записки лётчика» и «Преодоление» (1982), большое количество статей в «Авиации и космонавтике», «Крылья Родины», «Военных знаниях», газете «Красная Звезда».
С 1987 года М. П. Одинцов находился в отставке. Жил в Москве, где умер 12 декабря 2011 года. Похоронен на Троекуровском кладбище.

## Награды и звания
- Две Медали «Золотая Звезда» Героя Советского Союза:
  - Указом Президиума Верховного Совета СССР «О присвоении звания Героя Советского Союза офицерскому составу военно-воздушных сил Красной Армии» от 4 февраля 1944 года за «образцовое выполнение боевых заданий командования на фронте борьбы с немецкими захватчиками и проявленные при этом отвагу и геройство» с вручением ордена Ленина и медали «Золотая Звезда» (№ 1466)[8];
  - указом Президиума Верховного Совета СССР от 27 июня 1945 года майор Одинцов Михаил Петрович удостоен второй медали «Золотая Звезда» (№ 6035).
- Орден «За заслуги перед Отечеством» IV степени (3 декабря 2001 года) — за большой вклад в укрепление обороноспособности страны и активную работу по патриотическому воспитанию молодёжи[9].
- Орден «За заслуги» ІІІ степени (6 мая 2005 года, Украина) — в ознаменование 60-й годовщины Победы в Великой Отечественной войне 1941—1945 годов, увековечение ратных подвигов, весомый вклад в развитие связей ветеранских организаций Российской Федерации и Украины[10].
- Два ордена Ленина.
- орден Октябрьской Революции.
- Пять орденов Красного Знамени.
- орден Александра Невского.
- Два ордена Отечественной войны 1-й степени.
- орден Отечественной войны 2-й степени.
- Орден Красной Звезды.
- орден «За службу Родине в Вооружённых Силах СССР» 3-й степени.
- Медали СССР и России.
- Иностранные ордена и медали.
- Заслуженный военный лётчик СССР (1967).
- Почётный гражданин Екатеринбурга (1980)[11].

## Память

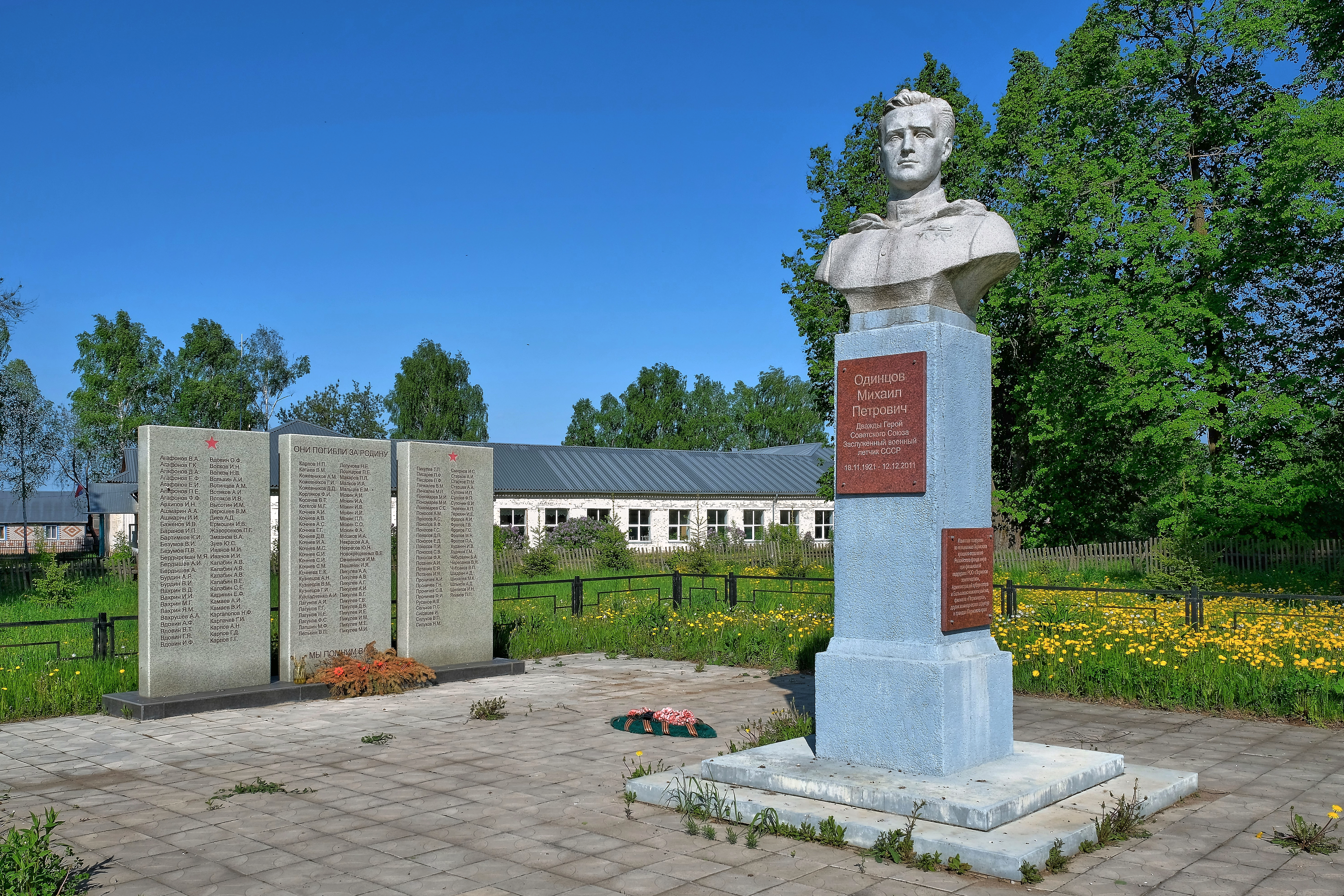
Воинский мемориал и бюст М. П. Одинцова в селе Полозово

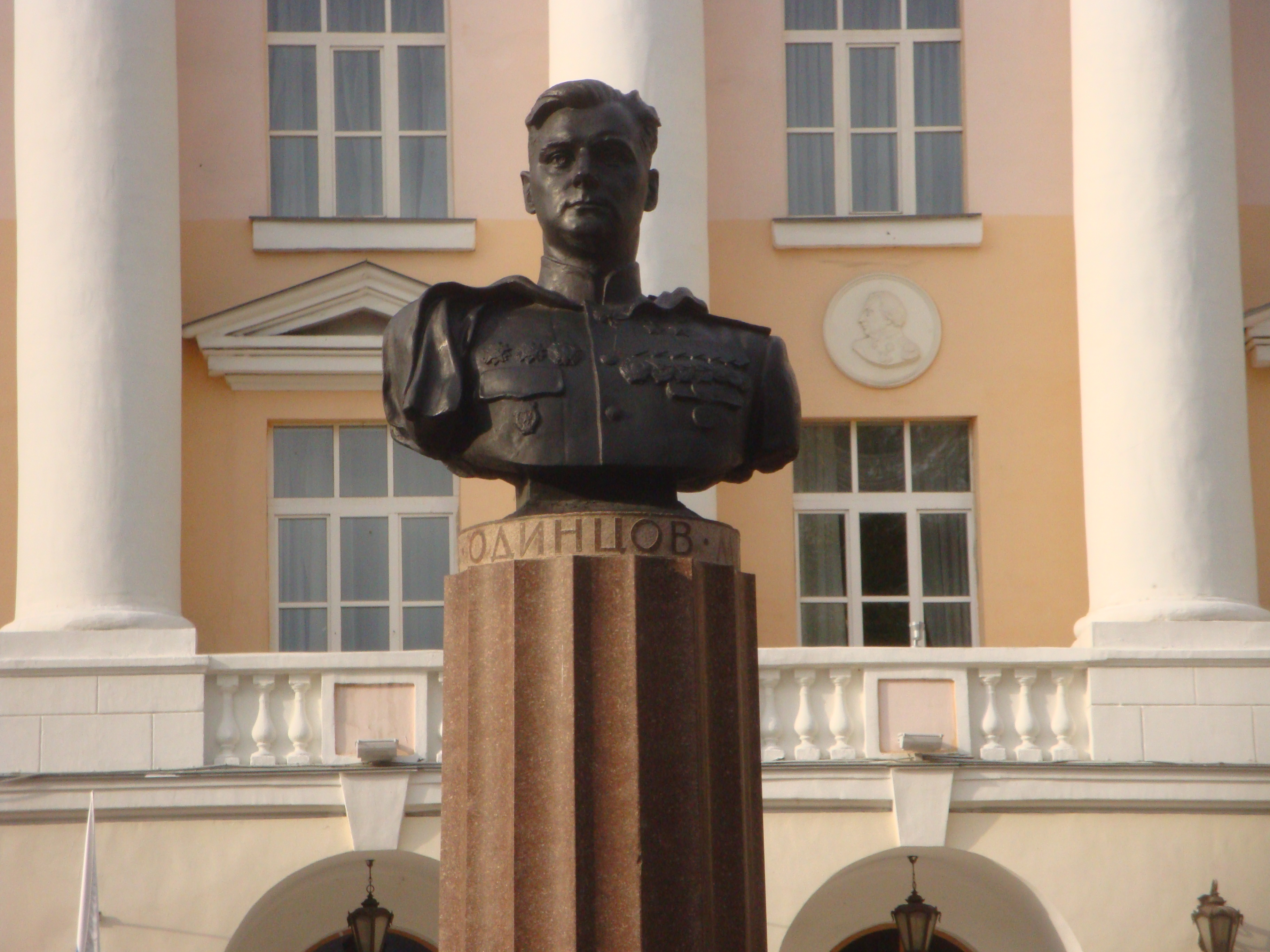
Бюст в Екатеринбурге

- В селе Полозово в 2013 установлен бюст героя. Средняя школа в селе носит его имя.
- В городе Екатеринбурге напротив Суворовского военного училища установлен бронзовый бюст М. П. Одинцова, скверу рядом с училищем присвоено наименование «Сквер имени дважды Героя Советского Союза Михаила Одинцова»[12].
- Имя М. П. Одинцова носит школа № 36 города Екатеринбурга.
- Мемориальная доска на доме 8, корпус 1 по улице Академика Пилюгина в городе Москве, где жил М. П. Одинцов в последние годы.
- Памятник в музее военной техники УГМК. Верхняя Пышма.